# 霍日馬特·埃爾基諾夫
霍日馬特·埃爾基諾夫（2001年5月29日—）是烏茲別克足球運動員，烏茲別克國家足球隊成員，現被俄超球隊莫斯科魚雷外借到烏茲別克超級足球聯賽球隊塔什干棉農。

## 外部連結
- Soccerway資料庫：霍日馬特·埃爾基諾夫